# Stazione di Torre in Pietra-Palidoro
Stazione di Torre in Pietra-Palidoro vasútállomás Olaszországban, Fiumicino településen.

## Vasútvonalak
Az állomást az alábbi vasútvonalak érintik:
- Pisa–Róma-vasútvonal

## Kapcsolódó állomások
A vasútállomáshoz az alábbi állomások vannak a legközelebb:
- Stazione di Maccarese-Fregene (Stazione di Roma Termini, FL5)
- Stazione di Palo Laziale
- Stazione di Ladispoli-Cerveteri (Stazione di Civitavecchia, FL5)